# Canton d'Aurillac-IV
Le canton d'Aurillac-IV est un ancien canton français situé dans le département du Cantal et la région Auvergne-Rhône-Alpes.

## Histoire
Il est créé par un décret du 23 juillet 1973 qui substitue aux cantons d'Aurillac-Nord et Aurillac-Sud, les cantons d'Aurillac-I, Aurillac-II, Aurillac-III et Aurillac-IV. Il est constitué d'une fraction d'Aurillac et des communes de Giou-de-Mamou, Laroquevieille, Lascelle, Mandailles-Saint-Julien, Marmanhac, Saint-Cirgues-de-Jordanne, Saint-Simon, Velzic et Yolet.

### Répartition des communes de l'ancien canton à partir de 2015
Compte tenu du redécoupage des cantons du département en 2015 :
- Giou-de-Mamou, Lascelle, Mandailles-Saint-Julien, Saint-Cirgues-de-Jordanne, Saint-Simon, Velzic et Yolet ont été rattachées au canton de Vic-sur-Cère ;
- Laroquevieille et Marmanhac ont été rattachées au canton de Naucelles.

Quant à la fraction de la commune d'Aurillac, ses rues ont été rattachées à un autre canton de la commune.

## Représentation
| Période | Période          | Identité            | Étiquette    | Qualité                                                                                        |
| ------- | ---------------- | ------------------- | ------------ | ---------------------------------------------------------------------------------------------- |
| 1973    | 1978 (décès)     | Jean Lagarde        | Rad.         | Médecin                                                                                        |
| 1978    | 1994             | Jean-Philippe Maurs | CNI          | Médecin généraliste Maire de Saint-Cirgues-de-Jordanne                                         |
| 1994    | 2008 (démission) | Jacques Mézard      | PRG          | Avocat Sénateur (2008-2017) Président de la Communauté d'agglomération du bassin d'Aurillac    |
| 2008    | 2010 (démission) | Philippe Maurs      | DVD          | Médecin généraliste Maire de Saint-Cirgues-de-Jordanne                                         |
| 2010    | 2015             | Philippe Fabre      | UMP puis UDI | Professeur Ancien conseiller municipal d'Aurillac Maire de Mandailles-Saint-Julien depuis 2014 |

### Résultats électoraux détaillés
- Élections cantonales de 2001 : Jacques Mézard (PG) est élu au 2e tour avec 57,41 % des suffrages exprimés, devant Bernard Veyrat (UDF) (42,59 %). Le taux de participation est de 69,49 % (5 311 votants sur 7 643 inscrits)[3].
- Élections cantonales de 2008 : Jacques Mézard (PRG) est élu au 1er tour avec 55,96 % des suffrages exprimés, devant Jean Francois Collin (UDFD) (42,18 %) et Francois Bre (Autres) (1,86 %). Le taux de participation est de 73,28 % (5 592 votants sur 7 631 inscrits)[4].
- À la suite de la démission de Philippe Maurs, une élection cantonale partielle a été organisée les 24 et 31 janvier 2010. Au second tour, Philippe Fabre (UMP) est élu avec 51,6 % des voix (5 592 votants sur 7 631 inscrits). Le taux de participation est de 38,9 %[5].

## Composition
Il se composait :
- d'une fraction de la commune d'Aurillac définie par « la portion de territoire de la ville d'Aurillac délimitée par l'axe des voies ci-après énumérées : chemin du cimetière (du hameau de la Limite à la rue de l'Égalité) jusqu'à la rue Louis-Debrons, rue Louis-Debrons, place d'Aurinques, rue de Lacoste, rue de Noailles, place de l'Hôtel-de-Ville, rue de l'Hôtel-de-Ville, rue du Salut, rue de l'Olmet, promenade du Gravier, avenue A.-Briand et route de Murat (jusqu'à la limite de la commune) » ;
- et de neuf autres communes. Il compte 9 902 habitants (population municipale) au 1er janvier 2012.

| Nom                       | Code Insee | Intercommunalité        | Population (dernière pop. légale)              |
| ------------------------- | ---------- | ----------------------- | ---------------------------------------------- |
| Aurillac (chef-lieu)      | 15014      | CA du Bassin d'Aurillac | Fraction : 5 358(2012) Commune : 26 135 (2014) |
| Giou-de-Mamou             | 15074      | CA du Bassin d'Aurillac | 762 (2014)                                     |
| Laroquevieille            | 15095      | CA du Bassin d'Aurillac | 349 (2014)                                     |
| Lascelle                  | 15096      | CA du Bassin d'Aurillac | 304 (2014)                                     |
| Mandailles-Saint-Julien   | 15113      | CA du Bassin d'Aurillac | 195 (2014)                                     |
| Marmanhac                 | 15118      | CA du Bassin d'Aurillac | 703 (2014)                                     |
| Saint-Cirgues-de-Jordanne | 15178      | CA du Bassin d'Aurillac | 130 (2014)                                     |
| Saint-Simon               | 15215      | CA du Bassin d'Aurillac | 1 156 (2014)                                   |
| Velzic                    | 15252      | CA du Bassin d'Aurillac | 414 (2014)                                     |
| Yolet                     | 15266      | CA du Bassin d'Aurillac | 560 (2014)                                     |

## Démographie
| 1975 | 1982 | 1990   | 1999   | 2006   | 2011   | 2012  |
| ---- | ---- | ------ | ------ | ------ | ------ | ----- |
| -    | -    | 10 177 | 10 620 | 10 836 | 10 189 | 9 902 |